# Estádio Governador Arnon de Mello
Estádio Governador Arnon de Mello – stadion piłkarski, w Santana do Ipanema, Alagoas, Brazylia, na którym swoje mecze rozgrywa klub Santana do Ipanema.